# Parco di Colfiorito
Il parco di Colfiorito è un'area naturale protetta ed è il più piccolo parco regionale dell'Umbria. L'area è stata istituita nel 1995 con lo scopo di salvaguardare l'omonima palude che, per il suo ecosistema, ne rappresenta la parte più significativa. Dal 1976 era infatti già protetta dalla convenzione internazionale di Ramsar, per la presenza di una torbiera, la ricchezza di specie vegetali e dell'avifauna, e che, come i vicini Col Falcone, Piani di Annifo e Arvello, Piano di Ricciano, Selva di Cupigliolo e Sasso di Pale, costituisce un sito di importanza comunitaria (SIC).

## Storia
Dal secolo XV fino agli anni sessanta del XX, l'intenzione della Camera Apostolica che ne possedeva i diritti, ma anche delle vicine comunità di Colfiorito e Forcatura, era quella di bonificare il territorio della palude per renderlo coltivabile, così com'era stato fatto nell'adiacente Piano del Casone con la costruzione del collettore Botte dei Varano. 

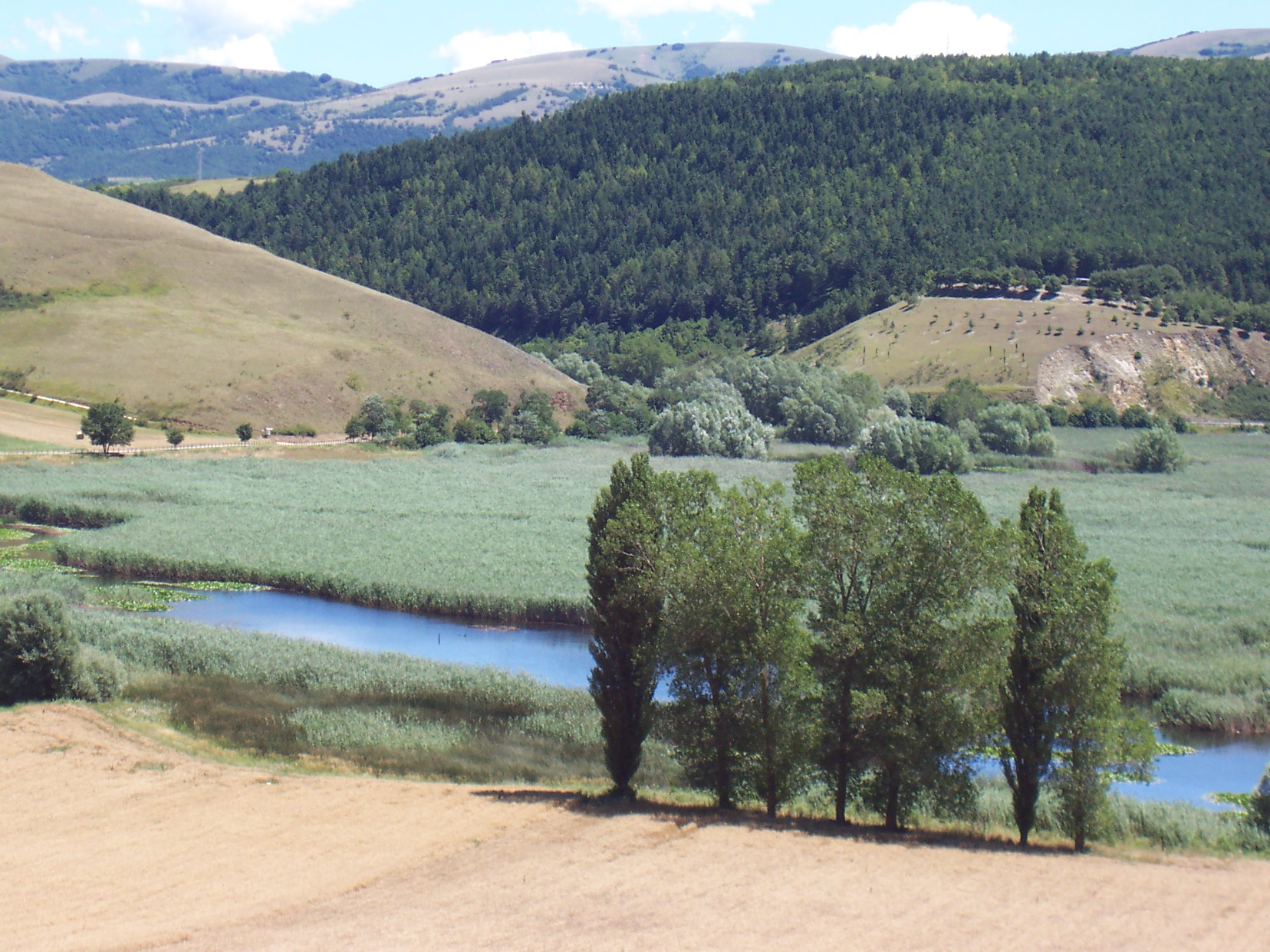
Panorama dell'oasi dall'alto

Incaricati che non portarono avanti il loro compito furono nel 1492 gli Orfini di Foligno e, nel 1559, gli Angeloni di Monteleone di Spoleto. I primi veri tentativi furono fatti nel 1570 dall'ingegnere idraulico Francesco Iacobilli di Foligno e poi, nel 1585, dal nipote Giulio Iacobilli, che iniziarono i lavori per immettere le acque nel collettore dei Varano ma dovettero arrestarsi per l'opposizione dei camerinesi.
Una bonifica parziale venne effettuata con il drenaggio delle acque attraverso tre inghiottitoi naturali, ma piogge torrenziali fecero crollare la volta dell'inghiottitoio principale ed ostruirono gli altri, riportando le acque ai livelli di prima. La famiglia Iacobilli, che comunque aveva acquistato i diritti sul territorio, vide fallito nel 1633 un altro tentativo di bonifica da parte di Angelo di Francesco, sempre per colpa dei camerinesi. Nel 1652 realizza, invece, un mulino per la macinazione del grano sfruttando il salto delle acque dal bacino di raccolta all'inghiottitoio. Fino al 1806 pretesero anche i diritti su caccia e pesca effettuate nella zona. Dopo tale anno i diritti furono concessi agli Orfini, fino all'Unità d'Italia, e poi ad una famiglia di Colfiorito.
Negli anni settanta ci si è resi conto dell'importanza naturalistica e fitogeografica del bacino. Il botanico Francesco Pedrotti, dell'ateneo di Camerino, fece una prima richiesta di protezione della palude nel 1969, proponendola come  riserva naturale guidata, sulla base dell'inventario dei biotopi da tutelare in Italia. Il DPR 13.03.1976, n. 448 ratificò la Convenzione di Ramsar, sotto la cui protezione ricade la palude che nel giugno 1977 viene dichiarata zona umida di valore internazionale, con decreto del Ministero per l'agricoltura e foreste. La legge regionale 27.12.1983 n. 52, grazie ad altri sette biotopi, inserisce la palude tra le "Aree di particolare interesse naturalistico-ambientale". La regione Umbria, con legge regionale 03.03.1995 n. 9, riconosce il Parco di Colfiorito e i diritti sul territorio vengono acquisiti dalla Comunità montana Monte Subasio.

## Territorio
Comprende una superficie di 338 ettari situata sull'altipiano di Colfiorito dell'Appennino umbro-marchigiano. Di questi, circa 100 ettari sono coperti dalla palude di Colfiorito, definita nel formulario standard di Natura 2000 "uno dei migliori esempi di zona umida dell'Italia centrale ed uno dei pochissimi in buono stato di conservazione delle conche carsico-tettoniche appenniniche".

## Flora
La flora, nome con cui s'intendono solo le piante vascolari escludendo vegetali come alghe, funghi, muschi e licheni, presenta un paesaggio molto vario così composto:
- Vegetazione lacustre caratterizzata dalla ninfea bianca (Nymphaea alba) e da altre idrofite natanti o sommerse come il millefoglio d'acqua (Myriophyllum verticillatum, Myriophyllum spicatum), la brasca d'acqua (Potamogeton crispus, Potamogeton pusillus, Potamogeton lucens), l'erba-vescica (Utricularia vulgaris) specie carnivora come poche altre in Italia, ed altre comunità più piccole come quella della geofita rizomatosa Polygonum amphibium.
- Vegetazione palustre fra cui domina la cannuccia di palude, seguita da scagliola palustre, gramignone maggiore, lisca maggiore, lisca a foglie strette, scirpo e giunchina.
- Vegetazione delle praterie palustri con dominanza di Carici (Carex gracilis, Carex elata, Carex riparia), ma anche Ranunculus lingua, Iris pseudacorus, Butomus umbellatus.
- Vegetazione delle praterie umide caratterizzata da Ranunculus velutinus, Hordeum secalinum, Deschampsia cespitosa e Carex distans.
- Vegetazione delle praterie torbose che, a seguito di una drastica riduzione dovuta negli anni sessanta ad interventi come piantagioni di pioppi, asportazioni di torba e arature, è ora localizzata solo a sud-ovest della palude in piccole aree con risorgive e strati di torba. Comprende Carex panicea, Carex acuta, Carex hirta, Anacamptis laxiflora, Epipactis palustris, Eriophorum latifolium, Ophioglossum vulgatum, Menyanthes trifoliata, Equisetum palustre,  Centaurea jacea, Valeriana officinalis.
- Vegetazione dei pascoli con prevalenza di Forasacco eretto e il Falascone comprendente Briza media, Luzula multiflora, Trifolium pratense nelle zone più fresche e in piano, e Asperula purpurea, Eryngium amethystinum, Centaurea rupestris nelle zone più soleggiate e in pendenza.
- Vegetazione arbustiva fra cui prevale il prugnolo, la fusaggine, lo spinocervino e il biancospino seguite da Ginestra, ginepri (Juniperus oxycedrum e Juniperus communis), e dal più raro Cytisus sessilifolius.
- Vegetazione boschiva di caducifoglie fra cui prevalgono il carpino nero, il cerro e l'acero d'Ungheria
- Colture agrarie fra cui sono importanti la patata rossa e le lenticchie ma comprendono anche produzioni di cereali ed altri legumi come ceci e fagioli. Fra le  infestanti delle colture si trovano invece il Papavero, la Camomilla fetida e il fiordaliso.
- Colture forestali di conifere fra cui prevale il pino nero

## Fauna

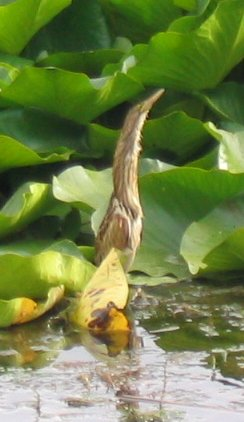
Tarabuso nella palude di Colfiorito

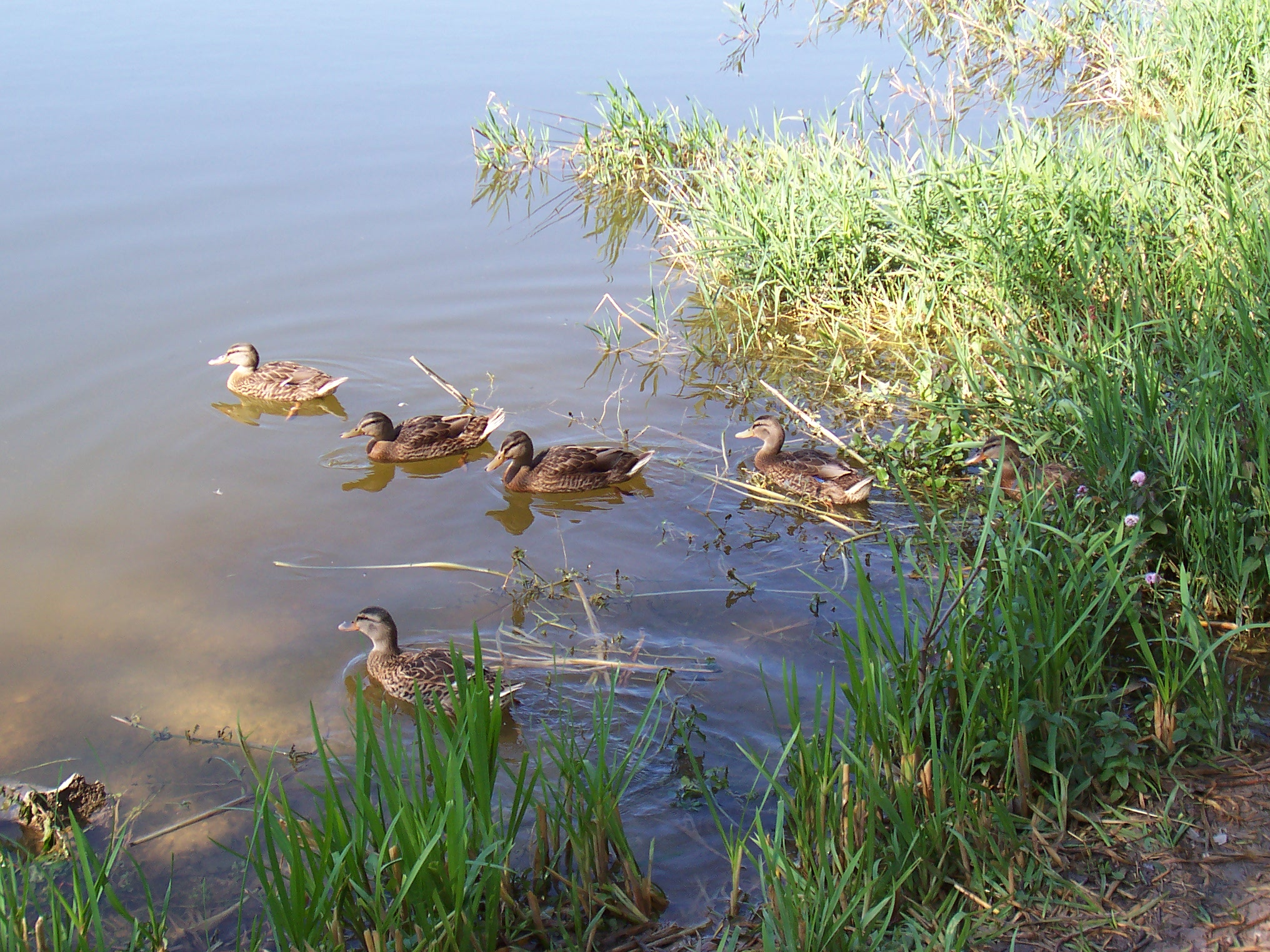
Femmine di germano reale

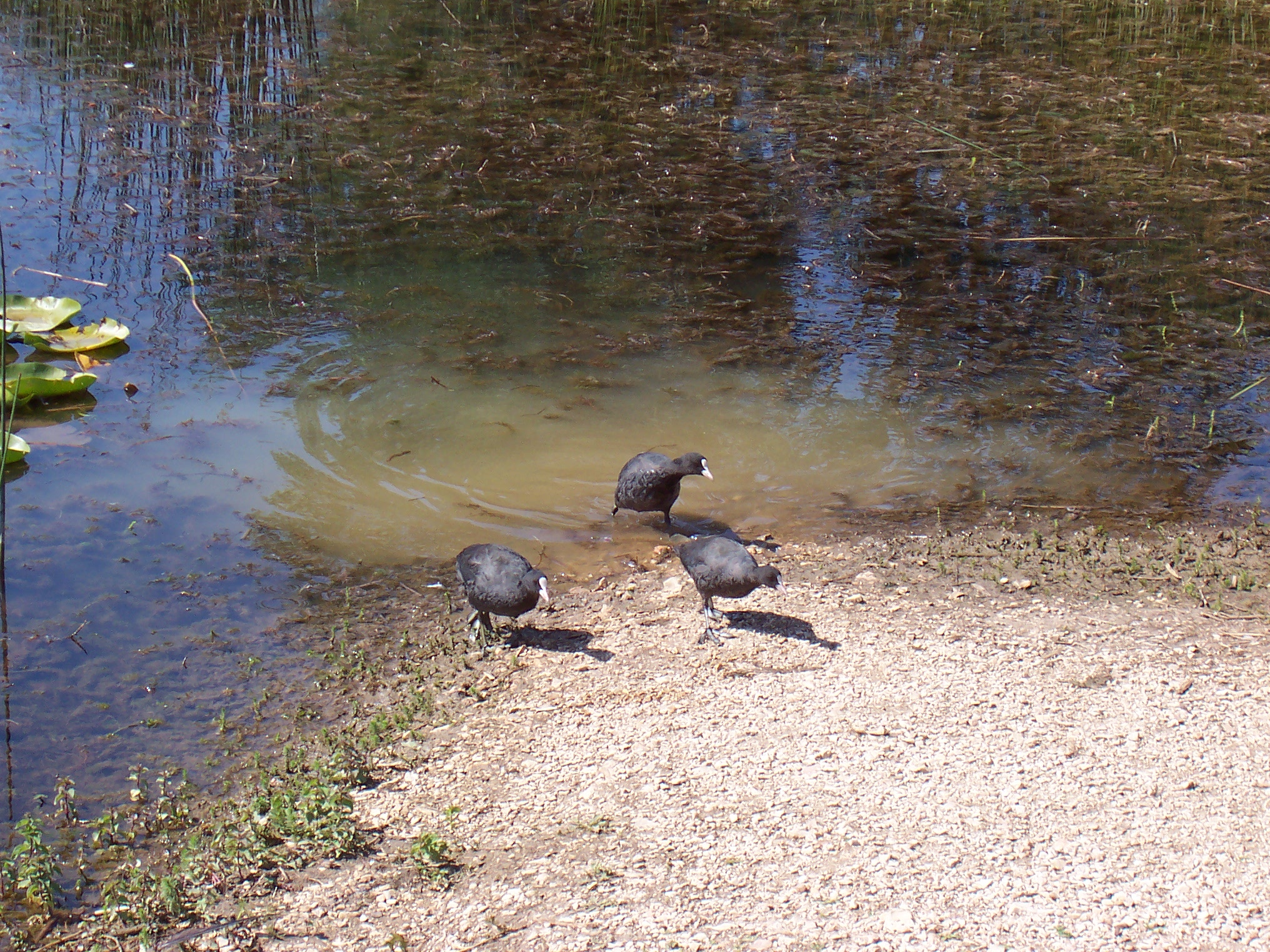
Folaghe

La diversità ambientale offre habitat ideali per molte specie:
- Insetti con alcune specie distinte in
  - Odonati che, richiedendo una ricca varietà di prede, indicano anche una consistente microfauna delle acque
  - Coleotteri
  - Lepidotteri
  - Emitteri
- Pesci come la tinca, l'anguilla, e gli alloctoni carpa, il carassio ed il carassio dorato
- Anfibi come le rana verde, la rana italica, la rana agile e il tritone crestato
- Rettili come il biacco, la biscia dal collare, la natrice tassellata, il cervone e la vipera
- Uccelli come il tarabuso, il tarabusino, l'airone rosso,la sgarza ciuffetto, la cannaiola, il cannareccione che sono specie rare e minacciate, il germano reale, la folaga, la gallinella d'acqua, l'airone cenerino e l'airone bianco, il basettino, il pendolino, il falco di palude, il porciglione, l'albanella reale, il beccaccino, l'alzavola, il fischione, il moriglione, la pavoncella, la pittima reale, il chiurlo e infine altre specie non legate all'ambiente palustre come la poiana, lo sparviero, il gheppio, il barbagianni, l'allocco, il picchio rosso maggiore, l'allodola, il picchio muratore, il saltimpalo, il prispolone, la cutrettola, lo stiaccino, l'averla piccola, l'ortolano e più raramente pispola golarossa.
- Mammiferi distinti in 
  - insettivori come il riccio, il toporagno d'acqua, il toporagno comune e la crocidura rossiccia;
  - roditori come lo scoiattolo, l'istrice, il topo selvatico e l'arvicola di Savi;
  - Carnivori come il lupo che è la specie più importante, la volpe, la donnola e la faina;
  - ungulati come il comune cinghiale.[2]

La fauna più caratteristica del parco è quella ornitica ed in particolar modo il tarabuso, che fa udire il suo particolare canto simile ad un muggito.